# Synagoga v Kralupech nad Vltavou
Bývalá synagoga stojí ve městě Kralupy nad Vltavou v ulici S. K. Neumanna jako čp. 88, nedaleko železničního nádraží.

## Historie a popis
Kralupská synagoga byla vystavěna v roce 1873, kdy nahradila předtím využívanou modlitebnu v domě čp. 9 v kralupské části Mikovice.
Jedná se o víceúčelovou stavbu, která měla modlitební sál nezvykle v prvním patře, kdežto v přízemí se nacházel byt rabína a třídy židovské školy, ve kterých sám učil. Tradiční je naopak západovýchodní orientace budovy, pročež nestojí kolmo k ulici. V roce 1918 byl do objektu zaveden elektrický proud. K bohoslužbám se využíval do roku 1941, kdy byly modlitebny i synagogy nacisty uzavřeny.
Na budově je umístěna pamětní deska obětem holocaustu J. Hvozdenského z roku 2005 v podobě přelomené šesticípé hvězdy, jež má symbolizovat zánik kralupské židovské obce za druhé světové války, po níž se ze 140 původních židovských obyvatel města deportovaných 22. února 1942 do koncentračních táborů nepovedlo vrátit téměř žádnému. V poválečných letech byl objekt využíván jako městská knihovna, jejíž budova byla zničena při náletu v březnu 1945. Zůstala zde až do roku 1954, ale již v roce začala sloužit také jako modlitebna několika církví, přičemž přízemí bylo přestavěno na kancelář a byt pro faráře.

## Současnost
Do dnešní doby se z původních architektonických prvků zachoval mj. tvar původních oken zakončených horním obloukem ve druhém patře. Objekt byl využíván například jako cukrárna.